# Дворище (община Градско)
Вижте пояснителната страница за други значения на Дворище.
Дворище или Дворища (на македонска литературна норма: Двориште) е село в централната част на Северна Македония, община Градско.

## География
Селото е разположено в областта Клепа, то е сред планинските села в селската община Градско. Самият общински център село Градско е източно от Дворище в плодородната долина на Вардар.

## История
В XIX век Дворище е неголямо изцяло българско село във Велешка кааза, Нахия Клепа на Османската империя. В „Етнография на вилаетите Адрианопол, Монастир и Салоника“, издадена в Константинопол в 1878 година и отразяваща статистиката на населението от 1873 година, Дворищи (Dvorishti) е посочено като село с 24 домакинства и 106 жители българи. Според статистиката на Васил Кънчов („Македония. Етнография и статистика“) от 1900 г. Дворища има 150 жители, всички българи християни.
В началото на XX век жителите на селото са под върховенството на Българската екзархия. По данни на секретаря на екзархията Димитър Мишев („La Macédoine et sa Population Chrétienne“) през 1905 година в Дворища (Dvorichta) има 120 българи екзархисти и работи българско училище. През учебната 1912/1913 година учител в селото е Никола Иванов.
При избухването на Балканската война в 1912 година 3 души от Дворище са доброволци в Македоно-одринското опълчение.
След Междусъюзническата война в 1913 година селото попада в Сърбия.
На етническата си карта от 1927 година Леонард Шулце Йена показва Дворища (Dvorišta) като българско християнско село.

## Личности
Родени в Дворище
- Камен Лазаров (1871 – 1914), български революционер

Починали в Дворище
- Георги Колев Гакев, български военен деец, поручик, загинал през Първата световна война[9]
- Михо Цанев Михов, български военен деец, поручик, загинал през Първата световна война[10]